# Un homme est passé
Pour plus de détails, voir Fiche technique et Distribution.
Un homme est passé (Bad Day at Black Rock) est un film américain de John Sturges, sorti en 1955.
Le film commence alors que pour la première fois depuis quatre ans, un train s'arrête à Black Rock, bourgade perdue en plein désert. Le visiteur, John J. Macreedy (qui est amputé d'un bras), interroge les quelques habitants qu'il rencontre sur le moyen de se rendre dans un lieu-dit proche : Adobe Flat, sans préciser ses motivations. Bizarrement, l'évocation de ce lieu associée à cette visite totalement inattendue génèrent une forte agressivité de la population locale. Plus Macreedy essaye de comprendre et pose des questions, plus la population se montre menaçante.

## Synopsis

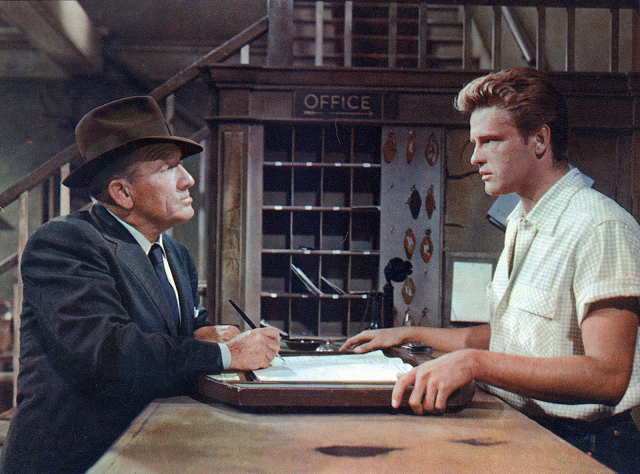
Spencer Tracy et John Ericson à l'hôtel.

À la fin de 1945, John J. Macreedy, manchot, descend d'un train dans le hameau isolé de Black Rock dans le désert californien. Les riverains se montrent immédiatement suspicieux, car c'est la première fois en quatre ans que le train s'y arrête. Après que Macreedy a déclaré qu'il cherchait un homme nommé Komoko, plusieurs hommes de la localité deviennent hostiles. Hastings, l'agent télégraphique, lui dit qu'il n'y a pas de taxis. Le réceptionniste de l'hôtel, Pete Wirth, affirme qu'il n'a pas de chambre libre. Hector David le menace. Plus tard, Reno Smith informe Macreedy que Komoko, un Américain d'origine japonaise, a été interné pendant la Seconde Guerre mondiale.
Macreedy rend visite au shérif local, Tim Horn, mais cet homme de loi alcoolique n'est d'aucune aide. Le vétérinaire et entrepreneur de pompes funèbres, Doc Velie, conseille à Macreedy de quitter la ville immédiatement, mais laisse échapper que Komoko est mort. La sœur de Pete, Liz, loue une Jeep à Macreedy. Celui-ci se rend en voiture à Adobe Flat, où il trouve une propriété entièrement brûlée et où des fleurs sauvages poussent. Alors que Macreedy retourne à Black Rock, Coley Trimble le poursuit et essaie de le faire sortir de la route. Macreedy désire quitter la ville, mais Liz, ayant été confrontée à Smith plus tôt, refuse de lui louer à nouveau la Jeep. Lorsque Smith pose des questions sur son bras gauche perdu, Macreedy révèle qu'il l'a perdu en combattant en Italie. Macreedy dit que les fleurs sauvages poussant à la demeure de Komoko l'ont amené à soupçonner qu'un corps y est enterré. Reno Smith révèle qu'il est violemment antijaponais ; il tenta de s'enrôler le lendemain de l'attaque de Pearl Harbor, mais échoua en raison de son état de santé.
Macreedy essaie de téléphoner à la police d'État, mais Pete refuse de passer l'appel. Doc Velie admet que quelque chose de terrible s'est produit il y a quatre ans, mais Smith a trop terrifié tout le monde pour qu'il ose parler. Velie propose à Macreedy de quitter la ville avec son ancien corbillard, mais Hector David le rend hors d'usage. Macreedy écrit un télégramme à la police d'État et le remet à Hastings. Macreedy se rend au restaurant où Coley Trimble le défie d'une bagarre mais Macreedy, bien que handicapé, le bat facilement en utilisant sa connaissance des arts martiaux. Macreedy confronte Reno Smith et l'accuse d'avoir tué Komoko avec l'aide d'autres personnes. Hastings arrive et essaie de donner un morceau de papier à Reno Smith, mais Macreedy le lui arrache. C'est son télégramme non envoyé. Macreedy et Velie disent à Hastings qu'il a enfreint la loi et exigent que Tim Horn agisse. Le shérif se lève pour arrêter Hastings, mais Smith retire l'insigne du shérif de la chemise de Horn et l'épingle sur la chemise d'Hector David, qui déchire avec désinvolture le télégramme.
Après le départ de Smith et d'Hector, Macreedy révèle que la perte de son bras l'avait laissé se vautrer dans l'apitoiement sur lui-même, mais la tentative de Coley Trimble de le tuer l'a revigoré. Macreedy révèle enfin que le fils de Komoko est mort au combat (avec le 442nd Infantry Regiment) tout en lui sauvant la vie. Macreedy est venu en ville avec l'intention de donner la médaille de l'homme à son père. Macreedy apprend que Komoko avait loué des terres agricoles à Smith, qui était sûr qu'il n'y avait pas d'eau. Komoko a creusé un puits et a trouvé de l'eau. Après que Smith a été réformé pour le service militaire, lui et les autres hommes se sont mis à boire, puis ont décidé d'effrayer Komoko. Le vieil homme s'est barricadé à l'intérieur de sa maison, mais les hommes y ont mis le feu. Lorsque Komoko a émergé en flammes, Smith lui a tiré dessus et l'a tué. Pete Wirth avoue qu'en plus de Smith, trois autres personnes et lui-même ont assassiné Komoko en représailles à l'attaque japonaise sur Pearl Harbor.
Doc et Pete enrôlent Liz pour aider Macreedy à s'échapper sous le couvert de l'obscurité. Comme Hector David monte la garde devant l'hôtel, Pete l'attire dans le bureau, où Doc Velie l'assomme. Liz conduit Macreedy hors de la ville, mais s'arrête à Adobe Flat. Macreedy se rend compte qu'il a été piégé. Lorsque Smith commence à lui tirer dessus, Macreedy s'abrite derrière la Jeep. Liz se précipite vers Smith malgré l'avertissement de Macreedy. Smith lui dit qu'elle doit mourir avec le reste de ses complices et lui tire une balle dans le dos alors qu'elle s'enfuit. Macreedy trouve une bouteille qu'il remplit d'essence provenant de la Jeep. Lorsque Smith descend pour pouvoir mieux tirer, Macreedy lance le cocktail Molotov, mettant le feu à Smith. Macreedy retourne en ville avec les corps de Smith et Liz. La police d'État est appelée et plusieurs arrestations sont effectuées. Alors que Macreedy quitte la ville, Doc Velie demande la médaille de Komoko pour aider Black Rock à guérir. Macreedy la lui donne juste avant de monter dans le train.

## Fiche technique
- Titre : Un homme est passé
- Titre original : Bad day at Black Rock
- Réalisation : John Sturges
- Scénario : Don McGuire et Millard Kaufman d'après une histoire de Howard Breslin, sous le pseudonyme de Michael Niall
- Production : Dore Schary
- Société de production : Metro-Goldwyn-Mayer
- Musique : André Previn
- Photographie : William C. Mellor
- Montage : Newell P. Kimlin
- Direction artistique : Cedric Gibbons et Malcolm Brown
- Décors de plateau : Fred M. MacLean et Edwin B. Willis
- Pays d'origine : États-Unis
- Langue : anglais
- Format : Couleur (Eastmancolor) Cinemascope
- Genre : Thriller
- Durée : 81 minutes
- Date de sortie : 
  - États-Unis : 7 janvier 1955

## Distribution
- Spencer Tracy (VF : Serge Nadaud) : John J. Macreedy
- Robert Ryan (VF : Jean-Claude Michel) : Reno Smith
- Anne Francis (VF : Joëlle Janin) : Liz Wirth
- Dean Jagger (VF : René Blancard) : Shérif Tim Horn
- Walter Brennan (VF : Louis Arbessier) : Doc T.R. Velie Jr.
- John Ericson (VF : Philippe Mareuil) : Pete Wirth
- Ernest Borgnine (VF : William Sabatier) : Coley Trimble
- Lee Marvin (VF : André Valmy) : Hector David
- Russell Collins (VF : Jean Brochard) : M. Hastings
- Walter Sande (VF : Yves Brainville) : Sam, le propriétaire du café
- Harry Harvey (non crédité) : premier conducteur de train

## Distinctions
- Trois nominations aux Oscars 1956 dans les catégories Meilleur réalisateur pour John Sturges, Meilleur acteur pour Spencer Tracy et Meilleur scénario adapté pour Millard Kaufman.
- Le film a été présenté en sélection officielle en compétition au Festival de Cannes 1955[1]. Spencer Tracy y obtint le prix d'interprétation masculine ex æquo.

## À noter
- Le bras perdu de McReedy est peut-être[réf. nécessaire] une évocation de celui perdu par Daniel Inouye aux combats de la 442 RCT en Italie[réf. nécessaire].
- Le roman de Howard Breslin portant le même titre a été inspiré par une nouvelle parue dans le journal Yank le 21 septembre 1945, Welcome Home. Écrite par le sergent Leonard Zinberg, combattant en Italie et correspondant du journal, connu pour ses nouvelles et romans très progressistes. Victime de la chasse aux sorcières en raison de sa proximité avec le Parti communiste, Zinberg cessera d'écrire sous son nom et réapparaîtra sous le pseudonyme Ed Lacy pour 25 romans dont 14 traduits à la Série noire et aux Presses de la Cité[réf. souhaitée][2].